# Caffrocrambus albifascia
Caffrocrambus albifascia là một loài bướm đêm trong họ Crambidae.